# Glyphochloa henryi
Glyphochloa henryi là một loài thực vật có hoa trong họ Hòa thảo. Loài này được Janarth., V.C.Joshi, S.Rajkumar mô tả khoa học đầu tiên năm 2000.